# جکی هندرسون
جکی هندرسون (انگلیسی: Jackie Henderson; ۱۷ ژانویهٔ ۱۹۳۲ – ۲۶ ژانویهٔ ۲۰۰۵)بازیکن فوتبال اهل اسکاتلند بود.

## باشگاهی
از باشگاه‌هایی که در آن بازی کرده‌است می‌توان به باشگاه فوتبال آرسنال، باشگاه فوتبال پورتسموث، باشگاه فوتبال ولورهمپتون واندررز، باشگاه فوتبال پول تاون، باشگاه فوتبال فولام، و تیم ملی فوتبال اسکاتلند اشاره کرد.

## تیم ملی
وی همچنین در تیم ملی فوتبال اسکاتلند بازی کرده‌است.